# Диаметр Фере

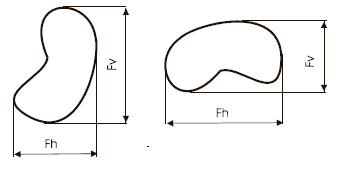
Иллюстрация горизонтального и вертикального диаметров Фере частицы Fh и Fv соответственно

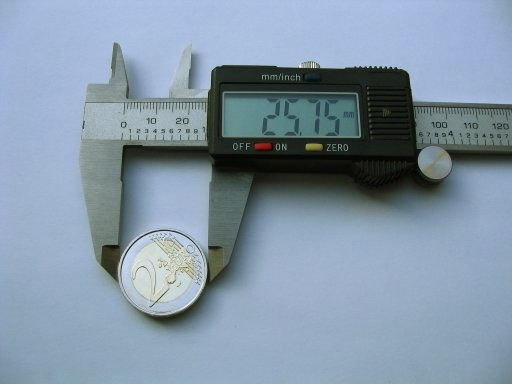
Диаметр объекта, измеренный штангенциркулем, иногда называют диаметром штангенциркуля

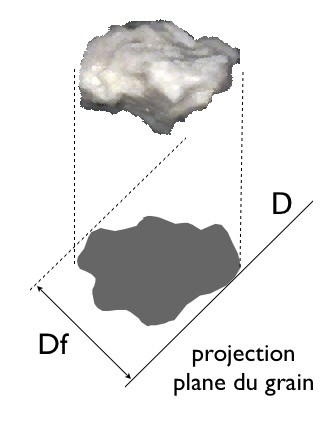
Диаметр Фере, применённый к проекции трёхмерного объекта

Диаметр Фере или диаметр Ферета (в русской традиции известно просто как ширина) — это линейный размер объекта в заданном направлении. В общем случае его можно определить как расстояние между двумя параллельными плоскостями, ограничивающими объект перпендикулярно этому направлению (то есть длину ортогональной проекции на это направление). Поэтому его также называют диаметром штангенциркуля, имея в виду измерение объекта штангенциркулем . Эта мера используется при анализе размеров частиц, например, в микроскопии, где она применяется к проекциям трёхмерного объекта на плоскость. В таких случаях диаметр Фере определяется как расстояние между двумя параллельными касательными линиями, а не плоскостями.

## Математические свойства
Из теоремы Коши следует, что для двумерного выпуклого тела усреднённый по всем направлениям диаметр Фере (〈F〉) равен отношению периметра объекта (P) к пи, то есть 〈F〉= P/π (теорема Барбье). Для вогнутого объекта такой связи между 〈F〉 и P нет.

## Приложения
Диаметр Ферета используется при анализе размера частиц и их распределения, например, в порошке или поликристаллическом твёрдом веществе; Альтернативные меры включают диаметр Мартина, диаметр Крумбейна и диаметр Хейвуда. Этот термин впервые стал использоваться в научной литературе в 1970-х годах и восходит к Л. Р. Ферету (в честь которого назван диаметр) из 1930-х годов.
Он также используется в биологии как метод анализа размера клеток в срезах тканей.